# Woodstock (Maine)
Woodstock és una població dels Estats Units a l'estat de Maine (EUA). Segons el cens del 2000 tenia 1.307 habitants.

## Demografia
Segons el cens del 2000, Woodstock tenia 1.307 habitants, 525 habitatges, i 371 famílies. La densitat de població era d'11 habitants/km².
Dels 525 habitatges en un 30,1% hi vivien nens de menys de 18 anys, en un 59% hi vivien parelles casades, en un 7,6% dones solteres, i en un 29,3% no eren unitats familiars. En el 23,8% dels habitatges hi vivien persones soles el 7,4% de les quals corresponia a persones de 65 anys o més que vivien soles. El nombre mitjà de persones vivint en cada habitatge era de 2,47 i el nombre mitjà de persones que vivien en cada família era de 2,89.
Per edats la població es repartia de la següent manera: un 24,6% tenia menys de 18 anys, un 5,9% entre 18 i 24, un 28% entre 25 i 44, un 26,2% de 45 a 60 i un 15,2% 65 anys o més.
L'edat mediana era de 40 anys. Per cada 100 dones de 18 o més anys hi havia 99 homes.
La renda mediana per habitatge era de 35.642 $ i la renda mediana per família de 38.750 $. Els homes tenien una renda mediana de 28.889 $ mentre que les dones 22.273 $. La renda per capita de la població era de 16.698 $. Entorn del 5,5% de les famílies i el 9,3% de la població estaven per davall del llindar de pobresa.